# 相馬市

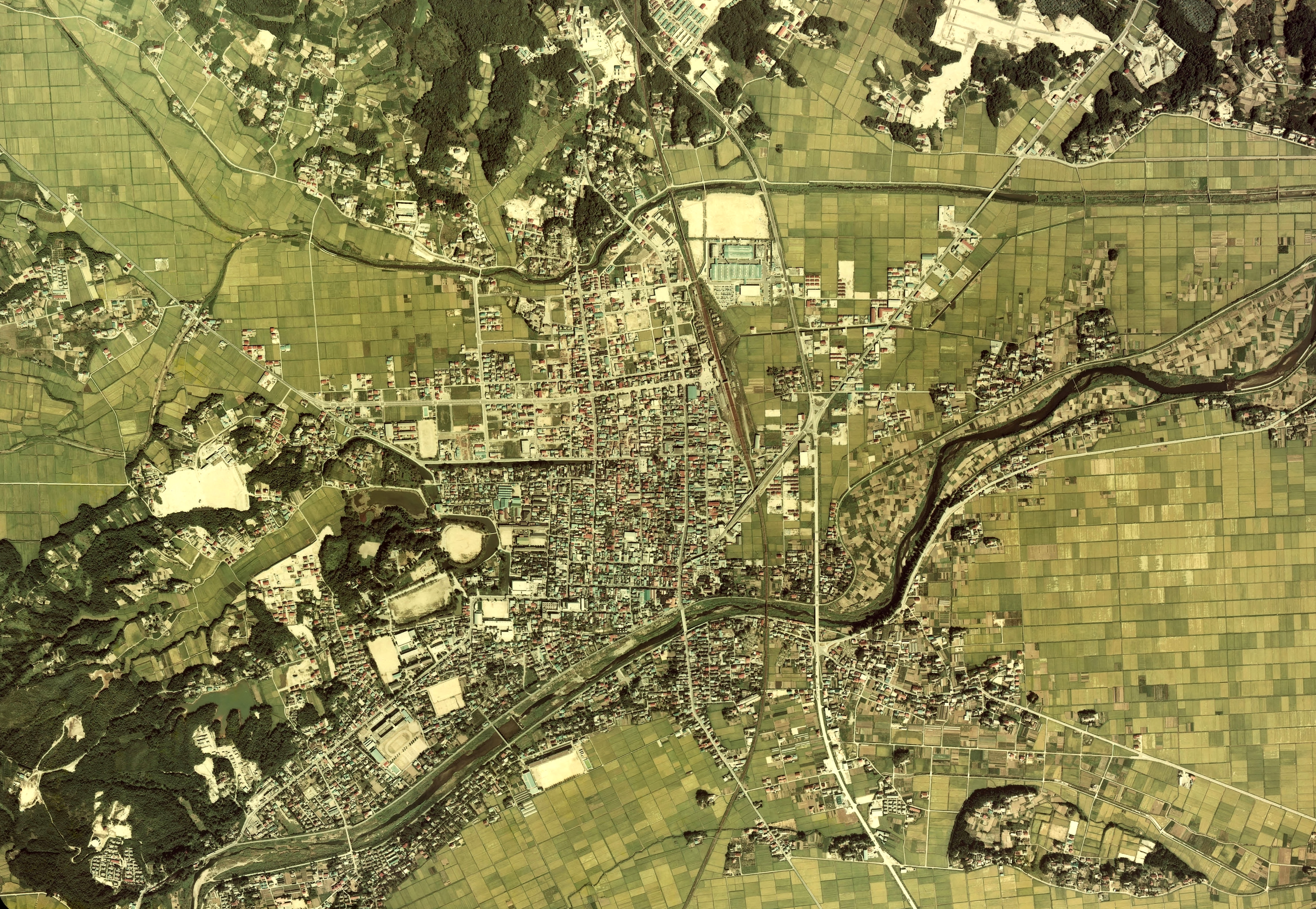
1975年（昭和50年）撮影の相馬市中心部周辺の空中写真。
1975年撮影の2枚を合成作成。。

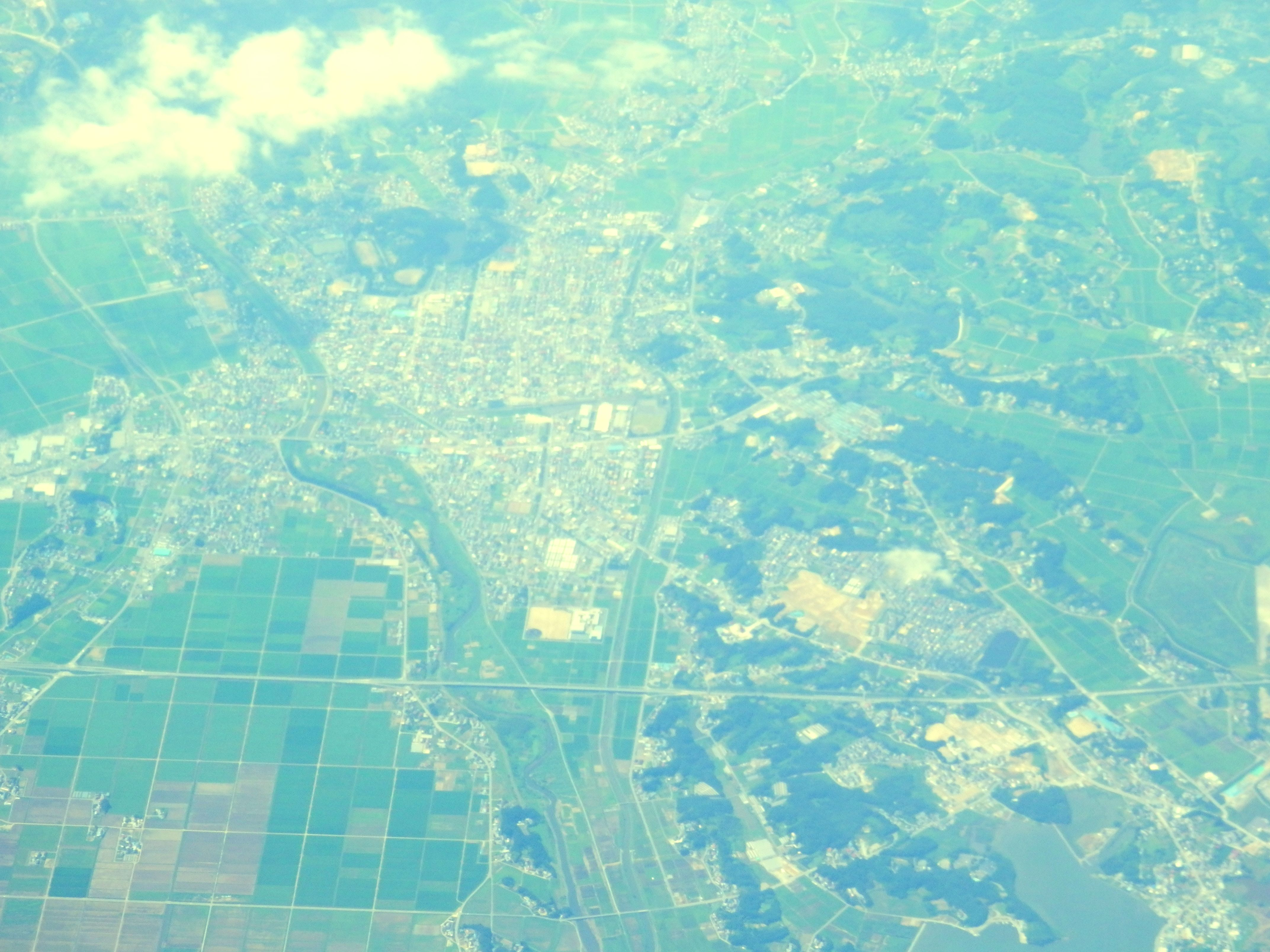
上空からの相馬市

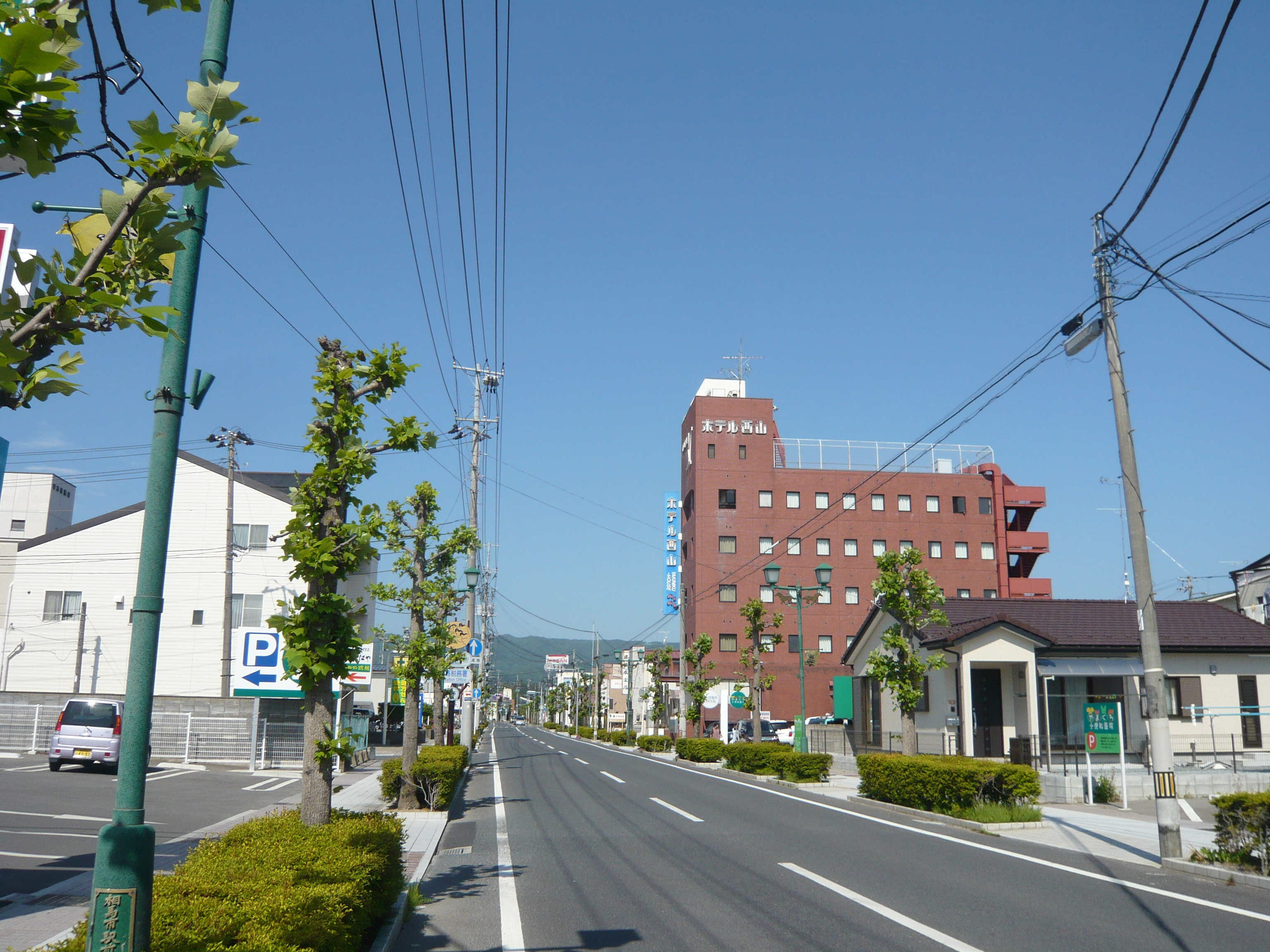
相馬市中心部（2013年6月3日）

相馬市（そうまし）は、福島県浜通りの北部に位置する市。太平洋沿岸の都市で、松川浦や相馬野馬追で有名である。1954年（昭和29年）市制施行。宮城県に隣接しており、2005年（平成17年）までは仙台大都市圏にも含まれていた。

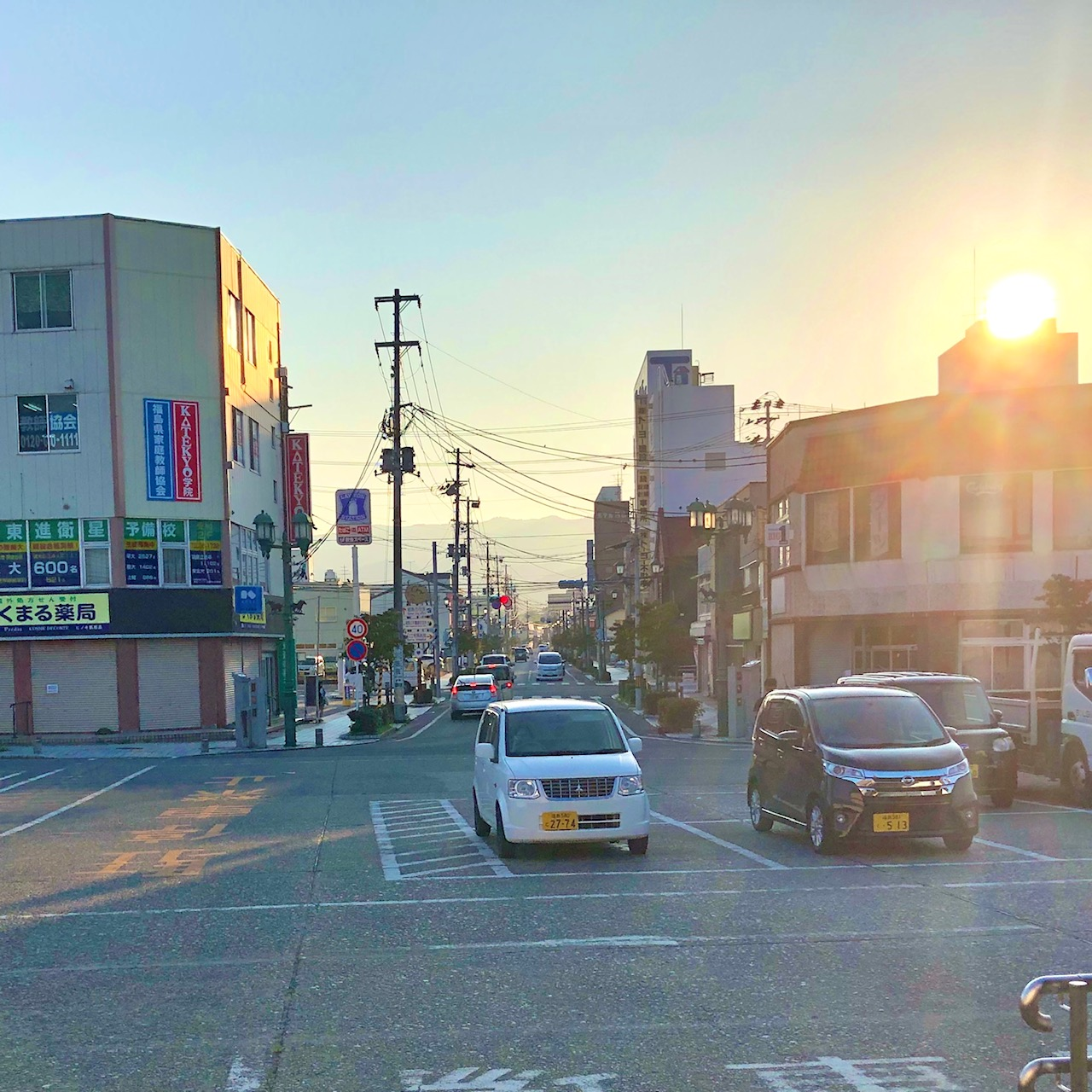
JR相馬駅前（2020年8月）

## 概要
福島県の浜通り北部に位置する都市である。戦国時代後期から江戸時代にかけて相馬氏の本拠地であり、特に江戸時代には中村藩6万石の城下町として栄えた。相馬市制施行以前は宇多郡に属していた。
近隣の相馬郡や南相馬市を含めた相馬エリアの中で相馬市は行政機関の出張所が集約された土地であり、福島県中通りへのアクセスに最も長けた要所としての特徴を有する。港湾や海水浴場といった海辺を活かした産業で賑わいを見せている。
相馬野馬追が有名であり、当地の藩主であった相馬氏との縁は深く、近代まで相馬野馬追の出陣式に相馬氏の当主を招いていた。また相馬氏が馬の紋章を用いた事に因んで、市街地には馬の銅像が点在する。
また二宮尊徳が飢餓・飢饉に陥った各地の村々に仕法（村興しの有効策）を行った土地でもある。中村城跡にある相馬中村神社は、妙見菩薩と平将門を奉る神社として今尚参拝者が多い。相馬盆唄など多くの民謡の発祥地でもある。

## 地理
西に阿武隈高地・相馬丘陵と霊山を最高峰に山々が峙え、東が太平洋に面しており、宇多川と小泉川の河口にできた潟湖である松川浦が存在する。県庁所在地の福島市（40km）へは国道115号・東北中央自動車道で、浜通り地方最大都市のいわき市（90km）へは、南北に貫く常磐線・国道6号・常磐自動車道で移動する事が可能である。相馬市を含む浜通り北半分（相馬・浪江エリア）の地理的特徴として、阿武隈高地を越えて福島市、夜ノ森を越えていわき市、駒ケ嶺を越えて宮城県境と、各主要都市へ向かうには難所を通る必要がある。
- 山：霊山[2][3]、手倉山[2][3]、天明山[2][3]
- 川：宇多川[2][3]、小泉川[2][3]、地蔵川[2][3]、日下石川[2][3]、梅川[2][3]
- 湖：松川浦[2][3]、鵜ノ尾崎[2][3]
- 港：相馬港[2][3]

### 広袤
国土地理院地理情報によると相馬市の東西南北それぞれの端は以下の位置で、東西の長さは28km、南北の長さは13kmである。
| 経緯度極点 | 位置         | 経緯度                             |
| ---------- | ------------ | ---------------------------------- |
| 東端       | 蒲庭字孫目   | 東経141度0分5秒 北緯37度43分54秒   |
| 西端       | 玉野字霊山   | 東経140度40分40秒 北緯37度46分59秒 |
| 南端       | 蒲庭字孫目   | 東経141度0分19秒 北緯37度43分16秒  |
| 北端       | 椎木字段ノ原 | 東経140度53分04秒 北緯37度50分38秒 |

### 気候
福島県が東北地方に区分されている事から雪が多いと思われがちだが、相馬市を含めた浜通りは冬に雪がほとんど降らない温暖な気候でありながら夏は涼しい、福島県太平洋沿岸部に見られる特徴である。
日本海からの季節風は山脈によって遮られるため、冬場でも雪が少ない。8月の平均気温は23.7℃と夏は涼しく、熱帯夜になることはほとんど無い。1月の平均気温は2.2℃と福島県の中では温暖な気候であるが、2010年2月7日の寒波で-14.0度を観測し、1976年12月の観測開始以来の最低気温記録を26年ぶりに更新した。
| 相馬(相馬市)の気候      | 相馬(相馬市)の気候 | 相馬(相馬市)の気候 | 相馬(相馬市)の気候 | 相馬(相馬市)の気候 | 相馬(相馬市)の気候 | 相馬(相馬市)の気候 | 相馬(相馬市)の気候 | 相馬(相馬市)の気候 | 相馬(相馬市)の気候 | 相馬(相馬市)の気候 | 相馬(相馬市)の気候 | 相馬(相馬市)の気候 | 相馬(相馬市)の気候 |
| 月                      | 1月                | 2月                | 3月                | 4月                | 5月                | 6月                | 7月                | 8月                | 9月                | 10月               | 11月               | 12月               | 年                 |
| ----------------------- | ------------------ | ------------------ | ------------------ | ------------------ | ------------------ | ------------------ | ------------------ | ------------------ | ------------------ | ------------------ | ------------------ | ------------------ | ------------------ |
| 最高気温記録 °C （°F）  | 18.4 (65.1)        | 22.7 (72.9)        | 26.0 (78.8)        | 31.0 (87.8)        | 33.3 (91.9)        | 36.3 (97.3)        | 36.8 (98.2)        | 37.6 (99.7)        | 35.7 (96.3)        | 31.1 (88)          | 26.5 (79.7)        | 23.0 (73.4)        | 37.6 (99.7)        |
| 平均最高気温 °C （°F）  | 6.7 (44.1)         | 7.3 (45.1)         | 10.6 (51.1)        | 15.8 (60.4)        | 20.4 (68.7)        | 23.0 (73.4)        | 26.6 (79.9)        | 28.2 (82.8)        | 25.0 (77)          | 20.0 (68)          | 14.8 (58.6)        | 9.5 (49.1)         | 17.3 (63.1)        |
| 日平均気温 °C （°F）    | 2.2 (36)           | 2.5 (36.5)         | 5.4 (41.7)         | 10.5 (50.9)        | 15.5 (59.9)        | 19.0 (66.2)        | 22.7 (72.9)        | 24.2 (75.6)        | 20.8 (69.4)        | 15.4 (59.7)        | 9.7 (49.5)         | 4.7 (40.5)         | 12.7 (54.9)        |
| 平均最低気温 °C （°F）  | −2.5 (27.5)        | −2.3 (27.9)        | 0.0 (32)           | 5.0 (41)           | 10.9 (51.6)        | 15.6 (60.1)        | 19.7 (67.5)        | 20.8 (69.4)        | 17.1 (62.8)        | 10.8 (51.4)        | 4.4 (39.9)         | −0.1 (31.8)        | 8.2 (46.8)         |
| 最低気温記録 °C （°F）  | −11.9 (10.6)       | −14.0 (6.8)        | −9.7 (14.5)        | −5.4 (22.3)        | 1.6 (34.9)         | 7.3 (45.1)         | 11.7 (53.1)        | 12.5 (54.5)        | 7.3 (45.1)         | −0.7 (30.7)        | −3.9 (25)          | −9.2 (15.4)        | −14.0 (6.8)        |
| 降水量 mm （inch）      | 47.4 (1.866)       | 34.6 (1.362)       | 77.8 (3.063)       | 97.4 (3.835)       | 113.0 (4.449)      | 146.9 (5.783)      | 190.8 (7.512)      | 166.8 (6.567)      | 225.0 (8.858)      | 198.8 (7.827)      | 60.3 (2.374)       | 34.9 (1.374)       | 1,381.2 (54.378)   |
| 平均降水日数 （≥1.0mm） | 4.2                | 4.9                | 7.9                | 8.5                | 9.2                | 12.5               | 13.7               | 11.7               | 11.9               | 8.7                | 5.8                | 4.8                | 104.0              |
| 平均月間日照時間        | 180.3              | 175.5              | 193.2              | 193.7              | 192.2              | 147.5              | 132.8              | 156.8              | 129.1              | 144.2              | 152.9              | 163.9              | 1,961.9            |
| 出典1：気象庁           |                    |                    |                    |                    |                    |                    |                    |                    |                    |                    |                    |                    |                    |
| 出典2：気象庁           |                    |                    |                    |                    |                    |                    |                    |                    |                    |                    |                    |                    |                    |

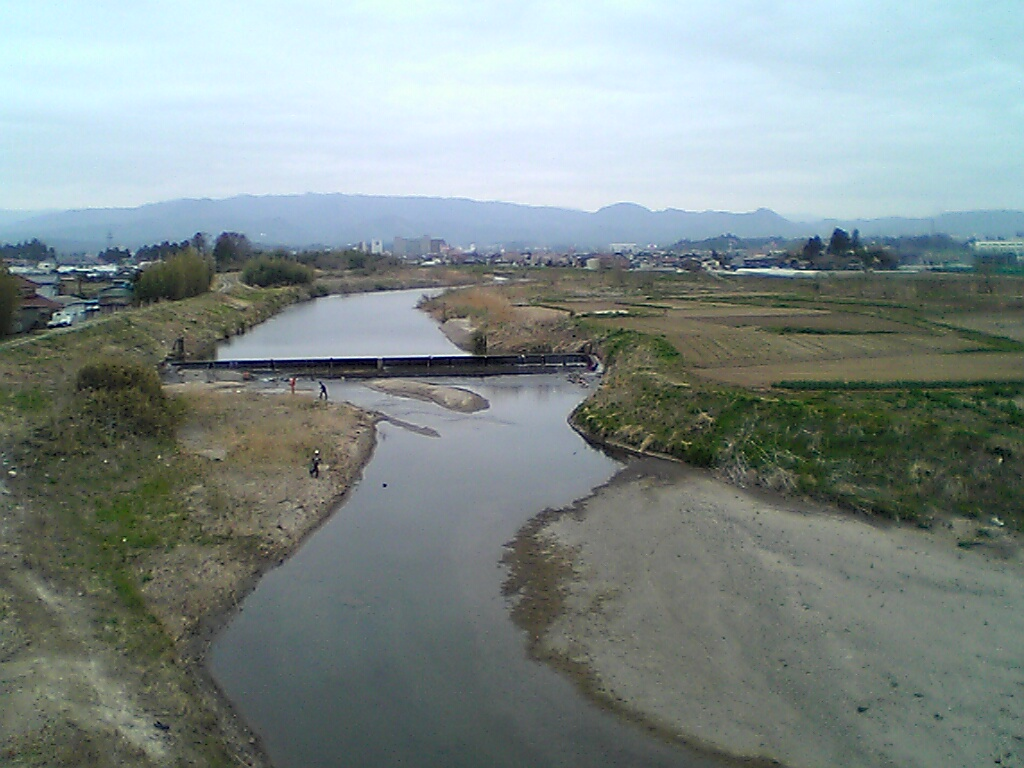
宇多川（2006年）
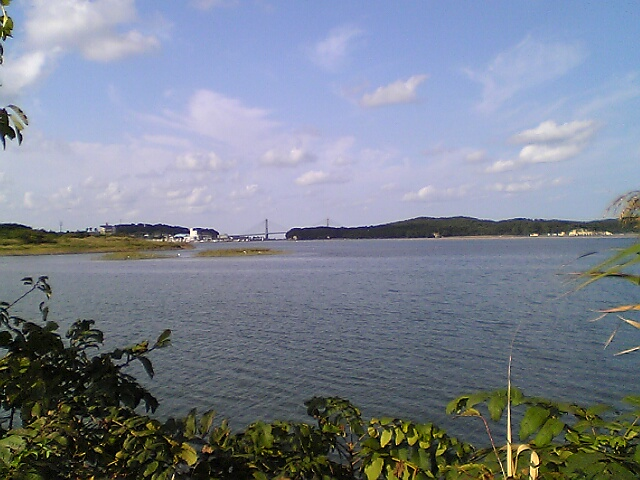
宇多川河口より松川浦大橋を望む（2005年）
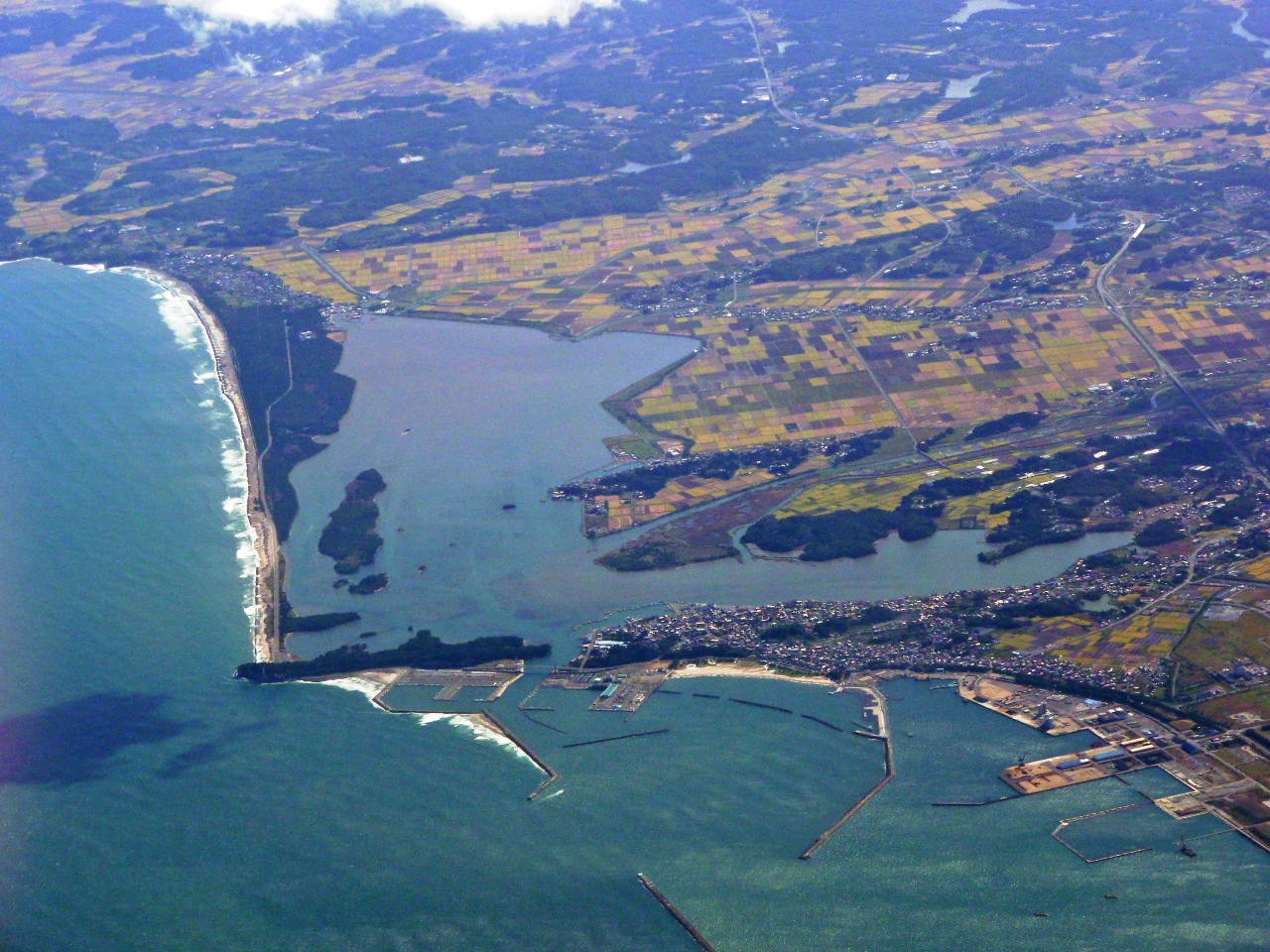
松川浦空撮（2009年）

## 歴史

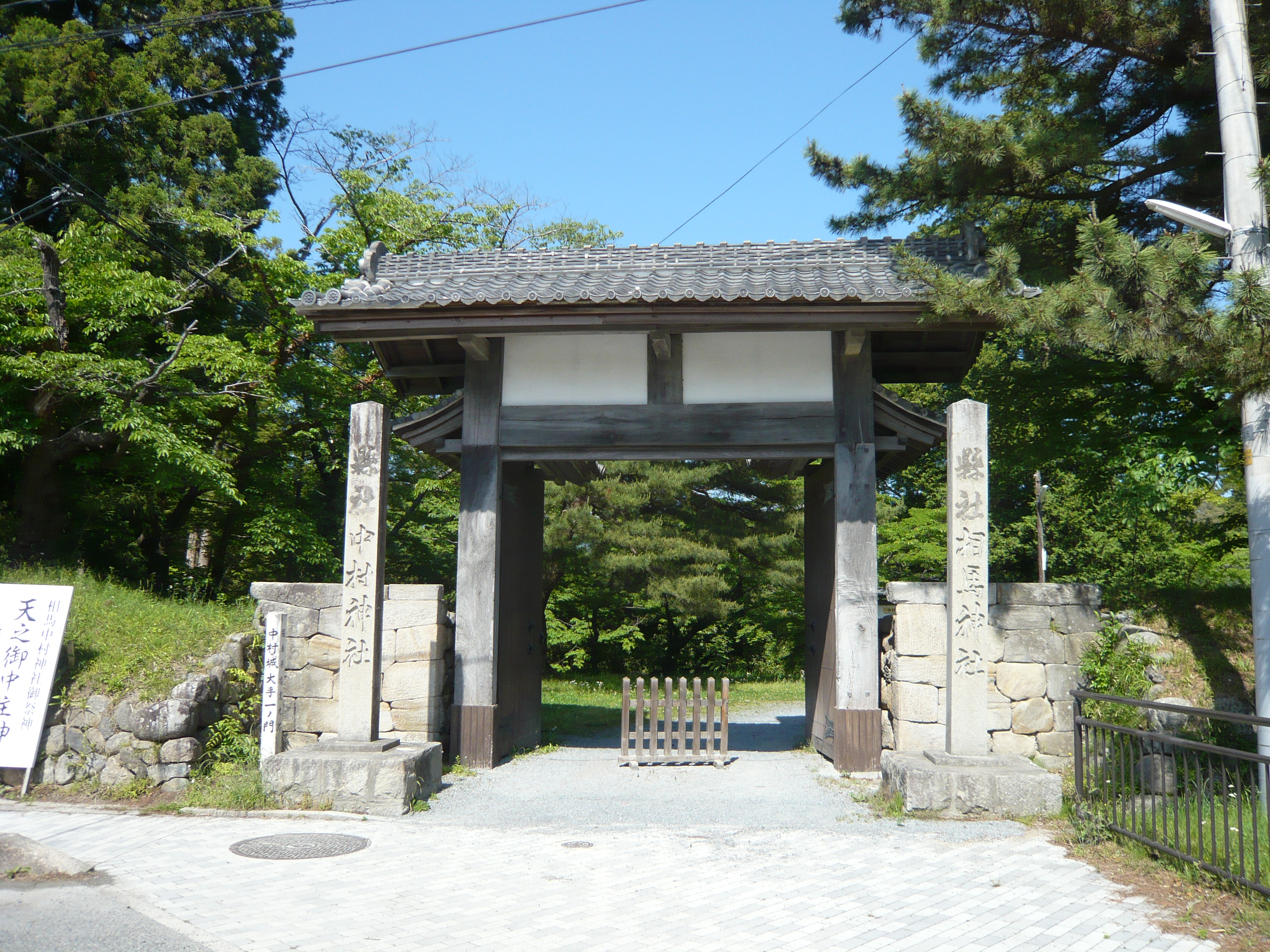
相馬中村城大手門（2013年6月3日）

### 市制施行前
- 旧石器時代：北原遺跡の形成期[8]。
- 縄文時代：池ノ内遺跡、馬見塚遺跡、藤堂塚遺跡の形成期[9]。
- 古墳時代：丸塚遺跡の形成期。埴輪などが出土している[10]。
- 奈良時代：黒木田遺跡の形成期[11]。奈良時代には多賀城へ送る鉄器を作る製鉄所が設けられていた[12]
- 718年（養老2年） : 続日本紀によればこの年の5月に陸奥国から宇多郡など6郡を分割して石城国を置いたとされる。これが相馬地方が文献に登場する初出となっている[13]。
- 1323年（元亨3年）：相馬重胤が下総より行方郡大田村へ移住。
- 1335年（建武2年）：建武の新政の功により結城宗広が宇多郡を拝領し中村広重を派遣する[14]。
- 1337年（延元2年）：中村朝高が中村館（後の相馬中村城）を構える[15]。
- 1543年（天文12年）：相馬顕胤が黒木弾正と中村大膳を討ち宇多郡を支配する[15]。
- 1563年（永禄6年）：中村式部が伊達氏と通じて相馬家に謀反を起こし、相馬隆胤が中村式部を討ち中村城に入城する[15][16]。
- 1590年（天正18年）：豊臣秀吉の奥州仕置においても相馬家は宇多郡・行方郡・標葉郡の所領を安堵される[17]。
- 1600年（慶長5年）：関ヶ原の戦いにおいて相馬家は当初中立の立場を取る[18]。
- 1602年（慶長7年）：関ヶ原の戦いで徳川家に協力しなかった責任を問われ、佐竹義宣と共に改易が決まるが、相馬利胤の直訴により本領が安堵される[18]。
- 1611年（慶長16年）：慶長三陸地震により相馬中村藩も津波の被害を受ける[19]。相馬利胤が居城を小高城から相馬中村城に移す（中村開府）[20]。以後、相馬中村藩の城下町として発展する。
- 1631年（寛永8年）：相馬中村藩と仙台藩の間で玉野村を巡って境界論争が起きる。江戸幕府は境界を入会地とする仲裁を下す[21]。
- 1654年（承応3年）：相馬中村藩と米沢藩との間に宇多郡玉野村と伊達郡玉野村の境界を巡って境界論争が起きる。江戸幕府は東玉野を相馬中村藩領に、西玉野を両藩共有の入会地とする沙汰を下す[22]。
- 1813年（文化10年）：天明の飢饉により失われた人口を回復させるため、北陸から浄土真宗の移民受け入れを開始する[23]。
- 1845年（弘化2年）：二宮尊徳の報徳仕法を領内に導入する。
- 1868年（慶応4年）：相馬中村藩も奥羽越列藩同盟に加盟。新政府軍と磐城の戦いなどで戦うも降伏。
- 1869年（明治2年）：相馬誠胤が版籍奉還を行い中村藩知事に就任する。
- 1871年（明治4年）：廃藩置県により中村藩は消滅し中村県が置かれる。同年、中村県が廃止され平県となり、その後は磐前県となる。
- 1876年（明治9年）：磐前県から福島県に編入となる。
- 1889年（明治22年）4月1日 : 町村制施行に伴い、宇多郡中村町、飯豊村、磯部村、大野村、松ヶ江村、八幡村、山上村、玉野村が発足。
- 1896年（明治29年）4月1日 : 宇多郡が行方郡と合併し相馬郡が発足。
- 1900年（明治33年）2月13日 : 磯部村の一部が分立し日立木村が発足。
- 1905年（明治38年）4月1日 : 常磐線全通。（※相馬駅（当初の駅名は「中村駅」）開業は1897年（明治30年）11月10日）
- 1929年（昭和4年）5月3日 : 松ヶ江村が中村町に編入。

### 市制施行後
- 1954年（昭和29年）3月31日 : 中村町、大野村、飯豊村、八幡村、山上村、玉野村、日立木村、磯部村が対等合併し市制施行[24][25][26][1][3]。
- 1962年（昭和37年）12月28日 : 「そ」の字を図案化した市章を制定する[25][27][1][3]。
- 1967年（昭和42年）4月6日 : 市歌を制定する[28][1][3]。
- 1970年（昭和45年）
  - 10月1日：公立相馬病院（現 公立相馬総合病院）開院。
  - 11月20日：集中豪雨により大坪橋ほか1橋が流される被害[29]。
- 1976年（昭和51年）3月31日 : 市民憲章・市の花と木と鳥を制定する[30][1][3]。
- 1977年（昭和52年）1月14日 : 千葉県流山市と姉妹都市を締結する[31][1][3]。
- 1983年（昭和58年）3月3日 : 北海道広尾郡大樹町・中川郡豊頃町と姉妹都市を締結する[31][1][3]。
- 1992年（平成4年）4月 : 相馬中核工業団地が完成する[32]。
- 1995年（平成7年）3月：松川浦大橋開通。
- 1999年（平成11年）10月3日 ：松川浦漁港で第19回全国豊かな海づくり大会が開催される。
- 2003年（平成15年）4月28日 : 道の駅そうまオープン。
- 2011年（平成23年）3月11日 : 東北地方太平洋沖地震（東日本大震災）が発生。市内では震度6弱の揺れとなり、地震後の大津波により沿岸部を中心に壊滅的な被害を受ける。
- 2012年（平成24年）4月8日 : 常磐自動車道の南相馬インターチェンジから相馬インターチェンジまでが開通する。
- 2014年（平成26年）12月6日 : 常磐自動車道の相馬インターチェンジ - 山元インターチェンジ間開通
- 2016年（平成28年）10月5日：相馬市役所新庁舎竣工。
- 2017年（平成29年）3月26日 : 東北中央自動車道の相馬山上インターチェンジ - 相馬玉野インターチェンジ間開通。
- 2018年（平成30年）3月10日 : 東北中央自動車道の相馬玉野インターチェンジ - 霊山インターチェンジ間開通。
- 2018年（平成30年）7月21日 : 原釜尾浜海水浴場で、東日本大震災以後の福島県北部で初めて海水浴場で海開きが実施される。
- 2019年（令和元年）10月12日 ： 令和元年東日本台風（台風19号）の集中豪雨により宇多川が氾濫[33]。さらに同月25日には小泉川が氾濫。二度の浸水で600棟以上に被害[34]。
- 2019年（令和元年）12月22日 ： 東北中央自動車道の相馬インターチェンジ - 相馬山上インターチェンジ間開通。
- 2020年（令和2年）10月25日 ： 浜の駅松川浦（相馬復興市民市場）オープン[35]。
- 2021年（令和3年）2月13日 : 福島県沖地震が発生。震度6強の烈震を観測。
- 2022年（令和4年）3月16日 : 福島県沖地震が発生。前年2月の地震に続き、2年連続で震度6強の激しい揺れに見舞われた。

## 地域

### 町・字一覧
| 中村地域                                 |                                              |                                                   |
| - 尾浜 - 北飯渕 - 北小泉 - 沖ノ内 - 小泉 | - 塚ノ町 - 中野 - 中村 - 新沼 - 西山         | - 原釜 - 本笑（もとわろう） - 和田 - 光陽（一部） |
| 大野地域                                 |                                              |                                                   |
| - 石上 - 大坪 - 大野台 - 小野            | - 黒木 - 椎木（しいのき） - 長老内           | - 塚部（つかのべ） - 初野 - 光陽（一部）          |
| 飯豊地域                                 |                                              |                                                   |
| - 岩子（いわのこ） - 大曲 - 柏崎         | - 百槻（どうづき） - 新田（にいだ） - 馬場野 | - 程田（ほどた） - 南飯渕                         |
| 八幡地域                                 |                                              |                                                   |
| - 今田 - 坪田                            | - 富沢                                       | - 成田                                            |
| 山上地域                                 |                                              |                                                   |
| - 粟津（あわづ）                         | - 山上                                       |                                                   |
| 日立木(にったき)地域                     |                                              |                                                   |
| - 赤木 - 立谷                            | - 日下石（にっけし）                         | - 柚木（ゆぬき）                                  |
| 磯部地域                                 |                                              |                                                   |
| - 磯部                                   | - 蒲庭                                       |                                                   |
| 玉野地域                                 |                                              |                                                   |
| - 玉野                                   | - 東玉野                                     |                                                   |

- 相馬市は8地域に区分されている[36]。

### 人口
- 1955年の国勢調査では42864人であったが、1960年の国勢調査で4万人を下回った。その後は3万7000人から4万人の間で推移しており、中村地域に人口が集中している[2][3]。

| |                                        |  |
| 相馬市と全国の年齢別人口分布（2005年） | 相馬市の年齢・男女別人口分布（2005年） |  |
| ■紫色 ― 相馬市 ■緑色 ― 日本全国 | ■青色 ― 男性 ■赤色 ― 女性              |  |
| 相馬市（に相当する地域）の人口の推移 \| 1970年（昭和45年） \| 37,189人 \| \| \| 1975年（昭和50年） \| 37,551人 \| \| \| 1980年（昭和55年） \| 38,332人 \| \| \| 1985年（昭和60年） \| 39,346人 \| \| \| 1990年（平成2年） \| 39,134人 \| \| \| 1995年（平成7年） \| 39,449人 \| \| \| 2000年（平成12年） \| 38,842人 \| \| \| 2005年（平成17年） \| 38,630人 \| \| \| 2010年（平成22年） \| 37,817人 \| \| \| 2015年（平成27年） \| 38,556人 \| \| \| 2020年（令和2年） \| 34,865人 \| \| |                                        |  |
| 総務省統計局 国勢調査より |                                        |  |
| 1970年（昭和45年） | 37,189人                               |  |
| 1975年（昭和50年） | 37,551人                               |  |
| 1980年（昭和55年） | 38,332人                               |  |
| 1985年（昭和60年） | 39,346人                               |  |
| 1990年（平成2年） | 39,134人                               |  |
| 1995年（平成7年） | 39,449人                               |  |
| 2000年（平成12年） | 38,842人                               |  |
| 2005年（平成17年） | 38,630人                               |  |
| 2010年（平成22年） | 37,817人                               |  |
| 2015年（平成27年） | 38,556人                               |  |
| 2020年（令和2年） | 34,865人                               |  |

### 面積
| 地域名 | 面積  |
| ------ | ----- |
| 中村   | 18.53 |
| 大野   | 33.53 |
| 飯豊   | 17.19 |
| 八幡   | 18.40 |
| 日立木 | 14.67 |
| 磯部   | 17.06 |
| 山上   | 50.30 |
| 玉野   | 27.99 |

※2008年10月1日現在
- 中村地域が1991年10月1日現在では18.46km2であったが、その後の変遷で1997年10月1日現在で18.47km2、さらに2003年10月1日現在で18.53km2になった[2][3]。

## 行政

### 首長
- 市長：立谷秀清（2002年1月19日就任、6期目）
- 歴代市長

| 代 | 氏名     | 就任                      | 退任                      | 備考         |
| -- | -------- | ------------------------- | ------------------------- | ------------ |
| 1  | 横山宗延 | 昭和29年（1954年）4月29日 | 昭和33年（1958年）1月18日 | 元・大野村長 |
| 2  | 佐藤清照 | 昭和33年（1958年）1月19日 | 昭和37年（1962年）1月18日 |              |
| 3  | 横山宗延 | 昭和37年（1962年）1月19日 | 昭和49年（1974年）1月18日 | 再任         |
| 4  | 濱名忠雄 | 昭和49年（1974年）1月19日 | 昭和53年（1978年）1月18日 |              |
| 5  | 今野繁   | 昭和53年（1978年）1月19日 | 平成14年（2002年）1月18日 |              |
| 6  | 立谷秀清 | 平成14年（2002年）1月19日 | 現職                      |              |

### 市役所・出張所
- 相馬市役所
  - 山上出張所[37]
  - 磯部出張所[37]
  - 玉野出張所[37]

### 警察
- 相馬警察署
  - 磯部駐在所
  - 大野駐在所
  - 尾浜駐在所
  - 山上玉野駐在所

### 消防
- 相馬地方広域消防本部
  - 相馬消防署

### 国の機関
- 福島地方検察庁 相馬支部（現在は本庁内）
  - 相馬区検察庁
- 仙台法務局福島地方法務局 相馬支局
- 国土地理院相馬験潮場
- 厚生労働省福島労働局 相馬労働基準監督署
- 国税庁仙台国税局 相馬税務署

### 司法
- 福島地方裁判所相馬支部
- 福島家庭裁判所相馬支部
- 相馬簡易裁判所

## 施設

### 図書館
- 相馬市図書館

### 病院
- 公立相馬総合病院
- 相馬中央病院

### 公園
- 馬陵公園[2][3]
- 松川浦環境公園
- 尾浜こども公園

### スポーツ施設
- スポーツアリーナそうま
- 相馬こどもドーム
- 光陽サッカー場
- 光陽ソフトボール場
- 光陽パークゴルフ場
- 松川浦パークゴルフ場
- 相馬市民プール
- 長友グラウンド
- 角田公園テニスコート
- 相馬港テニスコート
- 二の丸球場
- 相馬港野球場
- 初野射撃場
- 尾浜ビーチバレーボール場

### ホール
- 相馬市民会館

### 資料館
- 相馬市歴史資料収蔵館
- 相馬市郷土蔵

### 子育て支援施設
- 相馬こどものみんなの家

### 復興支援施設
- LVMH子どもアート・メゾン

### 発電所
- 相馬共同火力発電
- 相馬エネルギーパーク

## 姉妹都市・友好都市
- 流山市（千葉県）[31][1]
  - 1977年（昭和52年）1月14日姉妹都市盟約[31][1]
- 大樹町（北海道広尾郡・十勝総合振興局）[31][1]
  - 1983年（昭和58年）3月3日姉妹都市盟約[31][1]
- 豊頃町（北海道中川郡・十勝総合振興局）[31][1]
  - 1983年（昭和58年）3月3日姉妹都市盟約[31][1]
- 稲城市（東京都）
  - 2015年（平成27年）8月18日友好都市締結

## 経済
産業人口（2000年国勢調査）
| 産業種別           | 人口    |
| ------------------ | ------- |
| 第一次産業就業人口 | 2,546人 |
| 第二次産業就業人口 | 7,269人 |
| 第三次産業就業人口 | 9,989人 |

### 農業
- 和田地区を中心として苺が特産である[2][3]。
- 磯部地区、石上地区を中心に梨の栽培が盛んである。

### 工業
- 相馬中核工業団地 - 隣接する新地町も跨っている[2][3]。
- ハクゾウメディカルテクノス福島工場
- IHI(旧石川島播磨重工業)相馬工場
- ADEKA相馬工場
- オリエンタルモーター相馬事業所
- デンロコーポレーション東北工場
- 東北三之橋相馬工場
- コスモ精機相馬事業所
- 常磐谷沢製作所相馬事業所
- ソマ相馬工場
- TACO精機相馬工場
- ニダック精密
- フジモールド工業相馬工場
- 三星化学工業相馬工場
- アリーナ
- ファイマテック相馬工場
- キンセイマテック相馬工場
- 相馬エネルギーサポート
- 大橋工業
- 伊達物産副霊山工場
- アイ・テック相馬支店
- DDP スペシャルティ・プロダクツ・ジャパン相馬工場

### 漁業
- 松川浦漁港
- 磯部漁港

### 商業
- ショッピングタウンベガ（イオン相馬店）
- エイトタウン相馬（ダイユーエイト相馬店・ヨークベニマル相馬黒木店・しまむらエイトタウン相馬店・シュープラザエイトタウン相馬店・眼鏡市場相馬店）
- ケーズデンキ相馬店
- ヤマダデンキテックランドNew相馬店
- コメリ相馬店
- カインズホーム相馬店
- ヨークベニマル（相馬店・相馬黒木店）
- フレスコキクチ相馬店
- シーパーシシド相馬リボン店
- 大橋屋小泉店
- 浜の駅松川浦（相馬復興市民市場）

### 本社を置く企業
- フレスコ（フレスコキクチ）
- 相双五城信用組合
- 相馬共同火力発電
- 成田食品

### 郵便
- 日本郵便
  - 相馬郵便局 - 集荷業務：976-XXXXエリア
  - 日立木郵便局 - 集荷業務：979-25XXエリア
  - 相馬駅前郵便局
  - 相馬大手先郵便局
  - 相馬中野郵便局
  - 相馬刈敷田郵便局
  - 松川港郵便局
  - 八幡郵便局
  - 山上郵便局
  - 飯豊郵便局
  - 黒木郵便局
  - 椎木簡易郵便局
  - 磯部簡易郵便局
  - 石上簡易郵便局
  - 岩子簡易郵便局
  - 相馬玉野簡易郵便局

### 預金取扱金融機関
- 七十七銀行相馬支店
- 東邦銀行相馬支店
- 福島銀行相馬支店
- 大東銀行相馬支店
- あぶくま信用金庫相馬支店
- 相双五城信用組合本店・相馬港支店・相馬西支店
- 東北労働金庫相馬支店
- ふくしま未来農業協同組合相馬中村総合支店・中村みなみ支店

## 教育

### 高等学校
- 福島県立相馬高等学校
- 福島県立相馬総合高等学校

### 中学校
- 相馬市立中村第一中学校
- 相馬市立中村第二中学校
- 相馬市立向陽中学校
- 相馬市立磯部中学校

### 小学校
- 相馬市立大野小学校
- 相馬市立山上小学校
- 相馬市立八幡小学校
- 相馬市立中村第一小学校
- 相馬市立中村第二小学校
- 相馬市立桜丘小学校
- 相馬市立飯豊小学校
- 相馬市立磯部小学校
- 相馬市立日立木小学校

### 幼稚園
市立
- 相馬市立大野幼稚園
- 相馬市立山上幼稚園
- 相馬市立八幡幼稚園
- 相馬市立飯豊幼稚園
- 相馬市立磯部幼稚園
- 相馬市立日立木幼稚園

私立
- 中村幼稚園
- 原釜幼稚園
- みどり幼稚園

## 交通

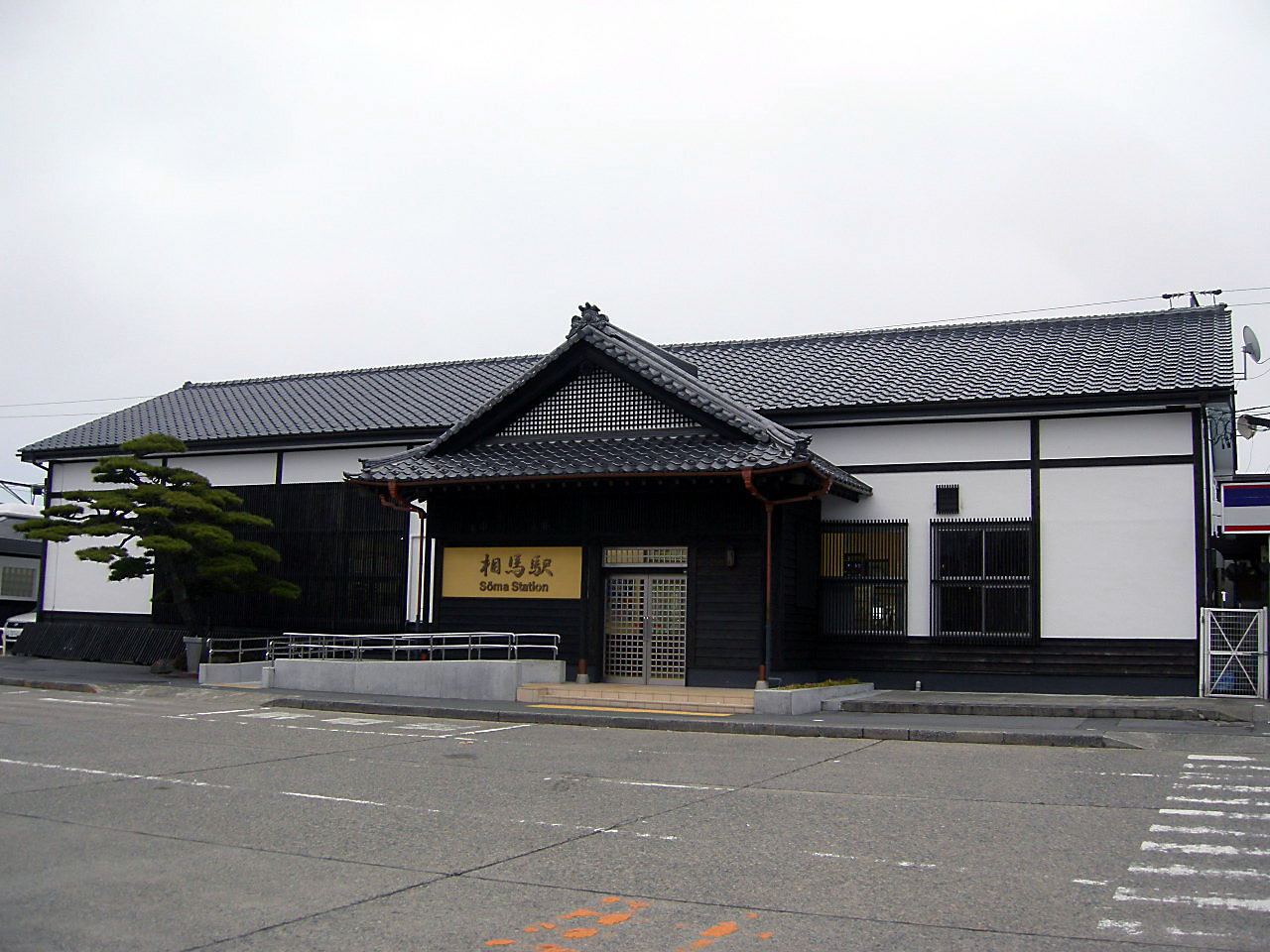
相馬駅

福島県内の主な移動手段は、西へ福島市に国道115号が通じており、2021年に東北中央自動車道（相馬福島道路）も全通した。南北へはいわき市や宮城県境に常磐自動車道や国道6号、常磐線が通じている。

### 鉄道
- 東日本旅客鉄道（JR東日本）
  - ■常磐線
    - 日立木駅 - 相馬駅
- 中心となる駅：相馬駅
  - 広範囲な連絡 ： 相馬駅より特急「ひたち」が利用可能。 
    - 2020年3月14日の常磐線全線復旧に伴い、再び乗り換え不要でいわき駅・水戸駅・上野駅方面へのアクセスが可能になり、上野東京ラインを経由して東京駅・品川駅へのアクセスも可能になった[38]。

### 路線バス
一般路線
- 福島交通 - 市内に相馬営業所が設置されている。

高速バス

- 東北アクセス
- 桜交通（相馬 - 東京駅・池袋サンシャインシティ・バスタ新宿）
- 会津乗合自動車（仙台空港 - 福島 - 会津若松線）「相馬IC入口」バス停
- 茨城交通（赤塚駅・水戸駅・勝田駅・日立駅・北茨城インターチェンジ - 相馬インターチェンジ - 仙台駅・山形（山交ビルバスターミナル））

### 道路
高速道路
- E6常磐自動車道
  - 相馬IC

- E13東北中央自動車道
  - 相馬玉野IC - 相馬山上IC - 相馬IC

国道
- 国道6号
  - 北方面 - 新地・山元・亘理・岩沼・名取・仙台
  - 南方面 - 南相馬・浪江・富岡・いわき・北茨城・高萩・日立・ひたちなか・水戸・石岡・土浦・東京

- 国道113号
  - 西方面 - 丸森・角田・白石・七ヶ宿・高畠・南陽・長井

- 国道115号
  - 西方面 - 伊達・福島・猪苗代

福島県道
- 福島県道34号相馬浪江線
- 福島県道38号相馬亘理線
- 福島県道74号原町海老相馬線
- 福島県道121号日下石新沼線
- 福島県道164号鹿島日下石線
- 福島県道228号相馬大内線
- 福島県道270号山上赤木線
- 福島県道394号相馬新地線（旧国道6号）

道路元標
- 中村町道路元標：交差点名なし（国道115号、福島県道228号交差部）

道の駅
- 道の駅そうま

### 港湾
- 松川浦漁港
- 相馬港（重要港湾）

## 観光
観光地
- 中村城跡
- 相馬中村神社 - 社殿は国の重要文化財
- 松川浦県立自然公園
- 松川浦
- 大洲海岸
- 鵜ノ尾岬、鵜ノ尾埼灯台
- 原釜尾浜海水浴場
- 涼ケ岡八幡神社
- 百尺観音
- 相馬市伝承鎮魂祈念館
- 浜の駅松川浦（相馬復興市民市場）

祭事
- 相馬野馬追 - 重要無形民俗文化財

イベント施設
- 相馬市民会館

## 相馬を舞台とした作品

### テレビドラマ
- はね駒（1986年、NHK）
- 絆〜走れ奇跡の子馬〜（2017年、NHK)

## 著名人
- 栃東知頼 - 元大相撲関脇力士
- 龍授山正男 - 元大相撲十両力士
- 大須賀乙字 - 俳人・俳論家
- 立谷秀清 - 相馬市長
- 作山和英 - 元プロ野球選手・福岡ダイエーホークス
- 松崎伸吾 - 元プロ野球選手・東北楽天ゴールデンイーグルス
- 鈴木尚広 - 元プロ野球選手・読売ジャイアンツ
- 堀下さゆり - シンガーソングライター
- 斎藤邦吉 - 元衆議院議員
- 荒中 - 日本弁護士連合会会長
- 佐藤哲夫 - 元男子バレーボール選手・金メダリスト
- 佐藤誠純 - 女優
- 河内明夫 - 数学者

### 名誉市民
- 今野源八郎[1]
- 佐藤玄々[1]
- 相馬恵胤[1]
- 草野俊助[1]

### 架空の人物
- 丹下左膳 - 林不忘原作の新聞連載小説、『新版大岡政談・鈴川源十郎の巻』の登場人物。相馬中村藩主・相馬大膳亮に仕えていたという設定。